# Hendrik I van Oostenrijk
Hendrik I van Oostenrijk bijgenaamd de Sterke (overleden op 23 juni 1018) was van 994 tot 1018 markgraaf van Oostenrijk. Hij behoorde tot het huis Babenberg.

## Levensloop
Hendrik I was de oudste zoon van markgraaf Leopold I van Oostenrijk en Richardis van Sualafelgau. In 994 volgde hij zijn vader op als markgraaf van Oostenrijk.
Op het moment dat Hendrik I markgraaf van Oostenrijk werd, was de streek tussen Bisamberg en de rivier Morava nog niet bewoond door Duitsers. In 1002 schonk keizer Hendrik II hem twee landgebieden: een van 18 vierkante mijlen rond de stad Wenen en een van 22 vierkante mijlen tussen de Morava- en de Kamp-rivier. 
Beide gebieden bevonden zich aan de grens met Hongarije en Polen. Toch werd Hendrik I het meest bedreigd vanuit Bohemen. Na de dood van hertog Boleslav II van Bohemen in 999, was het noordoosten van zijn hertogdom instabiel geworden door het brutale beleid van de nieuwe hertog Boleslav III. Boleslav III werd in 1002 echter verslagen en afgezet door hertog Bolesław I van Polen, die zelf hertog van Bohemen werd. 
In 1002 veroverde Bolesław I eveneens de markgraafschappen Lausitz en Meißen, die in het Heilig Roomse Rijk lagen. Hij weigerde echter om leen aan de Heilig Roomse keizer te betalen. Keizer Hendrik II reageerde hier in 1003 op met een offensief en in de herfst van 1004 verjoegen Duitse troepen Bolesław I uit Bohemen. Bolesław I bleef echter tot in 1018 de macht in Moravië en Slowakije behouden. De volgende jaren kon Bolesław I vanuit deze gebieden de oostelijke gebieden van Hendrik I meermaals verdrijven. In 1015 en 1017 viel Bolesław I het markgraafschap Oostenrijk tweemaal aan, maar werd tweemaal verslagen door Hendrik I. Niet lang nadat Hendrik I Bolesław I definitief verslagen had, overleed Hendrik I in juni 1018. Omdat hij ongehuwd en kinderloos was gebleven, werd hij opgevolgd door zijn broer Adalbert. Hendrik werd begraven in de kerk van Melk.

## Trivia
- Het was onder het bewind van Hendrik I dat in 996 de naam "Oostenrijk" voor het eerst werd vermeld in een brief van keizer Otto III aan de bisschop van Freising.

1. ↑  (de) G. Flossmann, W. Hilger, H. Fasching, Stift Melk und seine Kunstschätze, St. Pölten 1980, ISBN 3853266002, p. 11